# Keisnijding

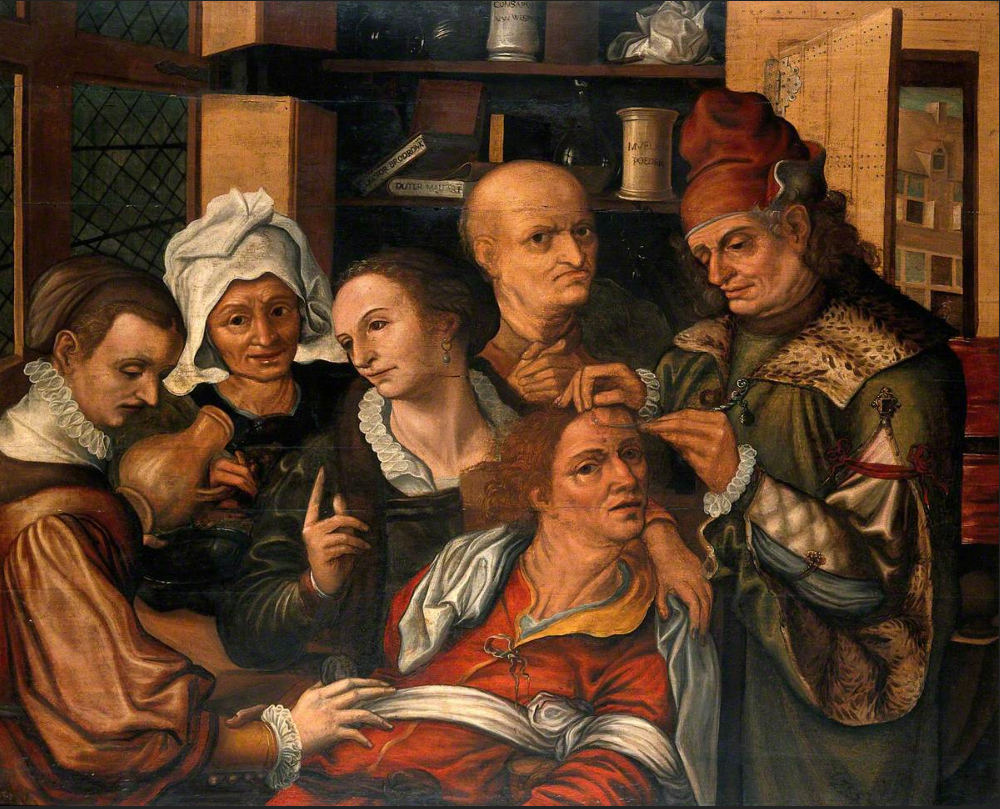
Pieter Huys. Een chirurgijn verwijdert de steen der waanzin. Londen, Wellcome Library.

Een keisnijding is een motief uit de laatmiddeleeuwse literatuur waarbij een kwakzalver de domheid van de sukkel Lubbert Das uitbuit, door hem wijs te maken dat hij van zijn domheid kon genezen door een kei uit zijn hoofd te verwijderen. Dit motief werd gebruikt als hekeling van dwaasheid en goedgelovigheid. Het motief van de keisnijding komt ook voor op verschillende 16e- en 17e-eeuwse schilderijen, onder meer van Jheronimus Bosch, Pieter Bruegel de Oude, Pieter Huys en Jan Steen. Het hangt verder samen met de Brabantse spreekwoorden ‘kaoikens (keitjes) in de kop hebben’ (niet goed bij zijn verstand zijn) en ‘De kei leutert hem in 't hoofd’ (idem, letterlijk: de kei rammelt in zijn hoofd).